# 油を売る
油を売る（あぶらをうる）は、江戸時代の日本からの慣用句。

## 概要
仕事をする時間に怠けて無駄話をしながら仕事をするということを意味する。あるいは仕事の時間の途中に時間を潰して怠けるということを意味する。

### 由来
この言葉の由来は、江戸時代の日本で髪油を売っていた商人からである。当時に売られていた髪油というのは量って売るという方式であり、それは粘り気が強いために他の容器に移すのには多くの時間を費やしていた。このことから髪油を売っていた商人というのは、その場をつなぐために客に対しては世間話や噂話などをすることで対応をしていた。このことから油を売るというのは、仕事をする時間に怠けて無駄話などをするということを意味する言葉として用いられるようになっていった。だが江戸時代に髪油を売っていた商人は決して怠けていたために無駄話などをしていたということではなかった。